# Händelsen i Ghadir Khumm

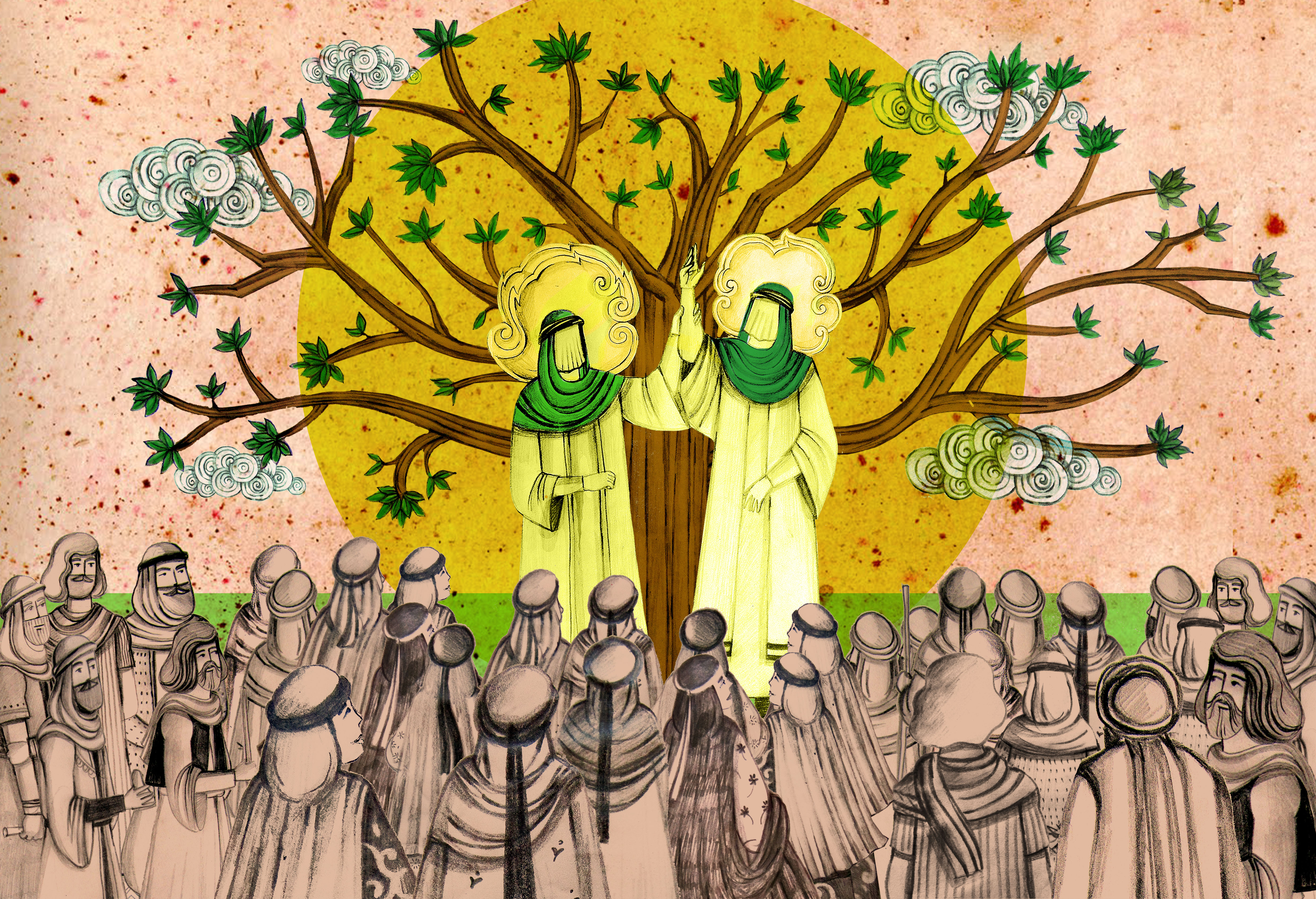
En illustration av Händelsen i Ghadir Khumm.

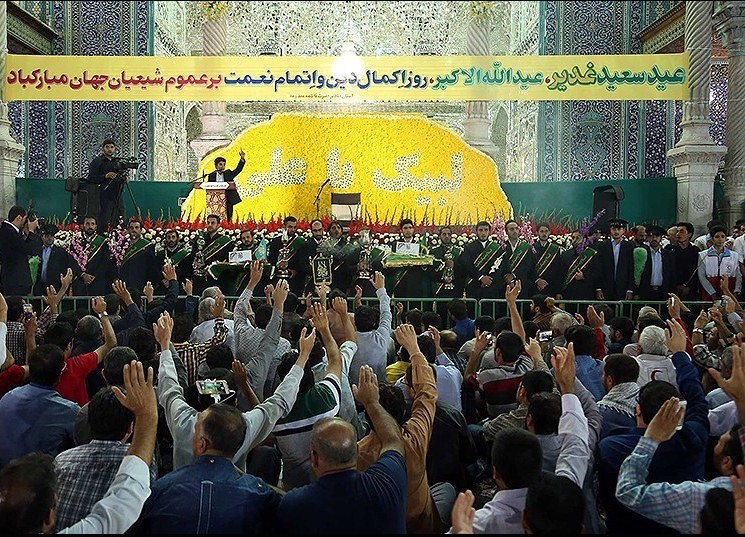
Id al-ghadir firas i Fatima Masumas helgedom i Iran år 2016.

Händelsen i Ghadir Khumm (arabiska: حديث الغدير) avser ett tal som hölls av den islamiske profeten Muhammed kort före hans bortgång år 632 e.Kr. på en plats vid namn Ghadir Khumm. I talet, som hölls inför över 100 000 personer, utropade Muhammed Ali ibn Abi Talib som de troendes mawla (arabiska: مَولَی). Efter tillkännagivandet uppenbarades versen om religionens fullkomlighet enligt shiiter och en del sunnitiska källor. Shiamuslimer firar därmed denna händelse varje år under id al-ghadir.
Det finns skillnader mellan shiiter och sunniter gällande tolkningen av händelsen i Ghadir Khumm. Shiiter anser att Muhammed utsåg Ali ibn Abi Talib som sin efterträdare där. Sunniter anser att Muhammed endast uttryckte sin vänskap till Ali, kallade folk till att vara vän med honom och att Ali skulle ta hand om hans ansvar inom familjen efter hans bortgång.
Händelsen i Ghadir Khumm ägde rum då muslimerna återvände från Farvälvallfärden. En vers i Koranen (5:67) uppenbarades som beordrade Muhammed att förmedla ett viktigt meddelande. Muslimerna samlades och Muhammed levererade ett långt tal. Talet innehöll det berömda uttalandet av Muhammed att "vem som än jag är mawla för är Ali mawla för".
Händelsen i Ghadir Khumm har rapporterats i stor omfattning av muslimer, både sunni och shia.

## Bakgrund

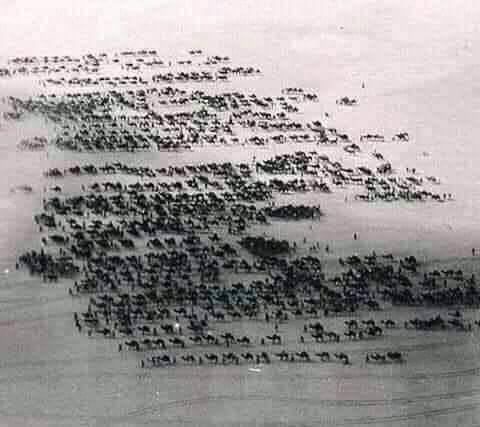
Egyptisk och nordafrikansk hajj-karavan år 1914.

Tio år efter migrationen (hijra) och under de sista dagarna av dhu al-qa'dah (år 632 e.Kr.) reste Muhammed från Medina till Mecka tillsammans med tusentals av sina följare. Han utförde då vallfärden hajj endast en gång, vilket blev den sista gången innan han lämnade världen. Eftersom det var hans sista hajj sa han farväl till folket och förberedde dem inför framtiden genom att ge dem tydliga instruktioner. Denna hajj-ceremoni har blivit känd som Farväl-pilgrimsfärden.

## Händelseförloppet

### Uppenbarelsen av Förkunnandeversen
Efter Farvälsvallfärden då muslimerna nått Ghadir Khumm uppenbarades följande vers i Koranen:
"FÖRKUNNA, du Sändebud, allt vad din Herre har uppenbarat för dig! Gör du inte det, har du inte förmedlat Hans budskap. Gud skall skydda dig mot människorna; Gud vägleder inte förnekarna av sanningen!" (5:67)
Enligt versen var Muhammed obligerad att förkunna ett viktigt meddelande, eftersom ifall han inte gjorde det skulle han inte ha utfört sitt uppdrag. Efter uppenbarelsen av versen beordrade Muhammed karavanen att stanna, och att de som hade passerat Ghadir Khumm skulle återvända.
Både shiitiska och sunnitiska källor visar att denna vers relaterar till händelsen i Ghadir Khumm. Enligt sunnitiska återberättelser uppenbarades denna vers under denna händelse, och över 360 sunnitiska lärda har talat om Ghadir och dess relation till den nämnda versen.

### Talet
På vägen tillbaka till Medina från Mecka beordrade Muhammed sina följeslagare att stanna i Ghadir Khumm och höll ett långt tal. Den mest kända delen av talet ägde rum när han höjde upp Alis hand och sa: 
"Vem som än jag är mawla för är Ali mawla för." 
När Abu Bakr och Umar hörde detta sa de till Ali: "Å Abu Talibs son, du har blivit varje troende mans och kvinnas mawla, morgon och kväll, gratulerar!"
Muhammed meddelade att han snart skulle lämna världen och sa att alla har ansvar. Muslimerna vittnade om att han utfört sitt ansvar. Därefter frågade han muslimerna om de vittnade om olika verkligheter såsom Gud, att han är Guds tjänare och sändebud, paradiset, helvetet, döden, återuppståndelsen och domedagen. Muslimerna vittnade om det. Därefter sa han att han är mer värdig (awla) i relation till de troende än de själva (se vers 33:6), och att Ali är mawla för vem som än han är mawla för. Han bad till Gud att Han skulle hjälpa den som hjälper Ali och vara fiende mot den som är fientlig mot honom.
I boken Jami' at-Tirmidhi har det även återberättats en hadith som graderats som autentisk (sahih) att profeten sade att den han är mawla för är Ali mawla för. Ordet mawla betyder bland annat ledare, herre, mästare, försvarare och beskyddare.

#### Hadith al-Thaqalayn
Muhammed förmedlade även Hadith al-Thaqalayn vid detta tillfälle där han berättade att han lämnade efter sig Koranen och Ahl al-Bayt, att man inte kommer att gå vilse ifall man håller fast vid dem båda, och att de båda inte kommer att separeras tills de träffar honom vid poolen (på domedagen).

### Uppenbarelsen av versen om religionens fullkomlighet
Omedelbart efter att profeten slutfört sitt tal uppenbarades följande del av vers 5:3 i Koranen:
"... Denna dag har Jag fullbordat det religiösa regelverket för er och skänkt er Min välsignelse i fullaste mått. Jag har beslutat att Islam skall vara er religion ..." (5:3)
Vissa sunnitiska källor har nämnt att ovanstående vers i Koranen uppenbarades i Ghadir Khumm efter profetens tal. Sunnimuslimer anser att denna vers uppenbarades under profetens Farvälsvallfärd på Arafahdagen, den 9 dhu al-hijjah. Shiamuslimer menar att denna vers tydligt visar att islam inte är komplett utan tydliggörandet om ledarskapet efter profeten.

### Källhänvisningar
1. 1 2 3 4 5 6  ”Ghadir Khum Part 1” (på engelska). Al-Islam.org. 12 november 2013. https://www.al-islam.org/shiite-encyclopedia-ahlul-bayt-dilp-team/ghadir-khum-part-1. Läst 22 maj 2019.
2. ↑  Team, Almaany. ”Translation and Meaning of مَولى In English, English Arabic Dictionary of terms Page 1” (på engelska). www.almaany.com. https://www.almaany.com/en/dict/ar-en/%D9%85%D9%8E%D9%88%D9%84%D9%89/. Läst 22 maj 2019.
3. 1 2  Musnad Ahmad ibn Hanbal, nr. 18105 - Islamweb.net
4. ↑  ”10 facts about Al-Ghadir event by Ayatollah Khamenei” (på engelska). Khamenei.ir. 30 augusti 2018. http://english.khamenei.ir/news/5896/10-facts-about-Al-Ghadir-event-by-Ayatollah-Khamenei. Läst 22 maj 2019.
5. ↑  Nasr, Seyyed Hossein. "Ali". Encyclopædia Britannica Online
6. 1 2  ”Tanzil - Quran Navigator | القرآن الكريم”. tanzil.net. http://tanzil.net/#trans/sv.bernstrom/5:67. Läst 22 maj 2019.
7. ↑  Jafri, S. H. M. (2002). The Origins and Early Development of Shi'a Islam. Oxford University Press.  ”As far as the authenticity of the event itself is concerned, it has hardly ever been denied or questioned even by the most conservative Sunni authorities...The traditions of Ghadir are so abundantly reported and so commonly attested by hundreds of different transmitters belonging to all schools of thought that it would be futile to doubt their authenticity.”
8. ↑  Stewart 2002.
9. 1 2  Al-Shahrastani (1984). Kitab al–Milal wa al-Nihal. London: Kegan Paul. sid. 139–140
10. 1 2  Tafsir ibn Abi Hatim Vol. 4 Pg. 1172 Hadith no. 6609
11. ↑  Al-Suyuti, from Dur al-Manthur, based on the authority of Ibn Asakir, Ibn Mardawayh and Ibn Abi Hatim, who narrated from Abu Sa`id al-Khudri
12. ↑  ”The verse 67 of Al-Ma'ida chapter”. http://tanzil.net/#5:67.
13. ↑  Al Ghadir (Arabic: الغدير في الكتاب والسنة والأدب) (that is "The Ghadir in the Book, the Sunnah, and Literature") is a 20-volume book written by the Great scholar Abd Al Husayn Amini.
14. ↑  Veccia Vaglieri, Laura. ”G̲h̲adīr K̲h̲umm”. Encyclopædia of Islam, Second Edition. Brill Online. http://referenceworks.brillonline.com/entries/encyclopaedia-of-islam-2/ghadir-khumm-SIM_2439. Läst 28 mars 2013.
15. ↑  Dakake, Maria Massi (2007). The charismatic community : Shiʻite identity in early Islam. Albany: State University of New York Press. sid. 34–37. ISBN 978-0791480342. https://books.google.com/?id=02J6ly4-tMgC&dq=dakake
16. ↑  Tahir-ul-Qadri, Dr Muhammad (2005). The Ghadir Declaration. Tehreek-e-Minhaj-ul-Quran. sid. 26. ISBN 978-9693205138. https://books.google.com/books?id=OWEUrmQoDEsC&pg=PA26&dq=abu+bakr+congratulated+ali+ghadeer#v=onepage&q=abu%20bakr%20congratulated%20ali%20ghadeer&f=false
17. ↑  Dhahabi, Shams al-Din. Siyar A'lam Al-Nubala'i. Dar Al-Hadith. sid. 623–624
18. ↑  Al-Manaaw, Abdur Raoof. Fayd Al-Qadeer. Dar al-Hadith. sid. 217
19. ↑  Team, Almaany. ”Translation and Meaning of أَوْلَى In English, English Arabic Dictionary of terms Page 1” (på engelska). www.almaany.com. https://www.almaany.com/en/dict/ar-en/%D8%A3%D9%8E%D9%88%D9%92%D9%84%D9%8E%D9%89/. Läst 7 maj 2019.
20. ↑  ”Tanzil - Quran Navigator | القرآن الكريم”. tanzil.net. http://tanzil.net/#trans/en.shakir/33:6. Läst 7 maj 2019.
21. ↑  ”Hadith - Chapters on Virtues - Jami` at-Tirmidhi - Sunnah.com - Sayings and Teachings of Prophet Muhammad (صلى الله عليه و سلم)”. sunnah.com. https://sunnah.com/urn/635920. Läst 7 maj 2019.
22. ↑  Team, Almaany. ”Translation and Meaning of مَولى In English, English Arabic Dictionary of terms Page 1” (på engelska). www.almaany.com. https://www.almaany.com/en/dict/ar-en/%D9%85%D9%8E%D9%88%D9%84%D9%89/. Läst 7 maj 2019.
23. ↑  ”Hadith - The Book of the Merits of the Companions - Sahih Muslim - Sunnah.com - Sayings and Teachings of Prophet Muhammad (صلى الله عليه و سلم)”. sunnah.com. https://sunnah.com/muslim/44/55. Läst 22 maj 2019.
24. ↑  ”Hadith - Chapters on Virtues - Jami` at-Tirmidhi - Sunnah.com - Sayings and Teachings of Prophet Muhammad (صلى الله عليه و سلم)”. sunnah.com. https://sunnah.com/urn/736710. Läst 22 maj 2019.
25. ↑  ”Tanzil - Quran Navigator | القرآن الكريم”. tanzil.net. http://tanzil.net/#trans/sv.bernstrom/5:3. Läst 22 maj 2019.
26. ↑  Bland annat al-Durr al-Manthur, al-Hafiz Jalaluddin al-Suyuti, vol. 3, s. 19; Tarikh, Khatib al-Baghdadi, vol. 8, s. 290, 596 från Abu Hurayra; Manaqaib, Ibn Maghazali, vol. 19, History of Damascus, Ibn Asakir, vol. 2, s. 75; al-Itqan, al-Suyuti, vol. 1, s. 13; Manaqib, Khawarazmi al-Hanfi, s. 80; al-Bidayah wal-Nihayah, Ibn Kathir, vol. 3, s. 213; Yanabi’ al-Mawaddah, al-Qudoozi al-Hanafi, s. 115; Nuzul al-Qur’an, al-Hafiz Abu Nu’aym, återberättat via Abu Sa’id Khudri - al-islam.org
27. ↑  ”Tafsir Ibn Kathir Online”. http://www.qtafsir.com/index.php?option=com_content&task=view&id=822&Itemid=60.